# Colosimi
Colosimi est une commune de la province de Cosenza, dans la région de Calabre, en Italie.

## Administration
| Période                                  | Période | Identité | Étiquette | Qualité |
| ---------------------------------------- | ------- | -------- | --------- | ------- |
|                                          |         |          |           |         |
| Les données manquantes sont à compléter. |         |          |           |         |

### Hameaux
Volponi, Arcuri, Gigliotti, Rizzuti, Melilla, Carrano, Coraci, Manche, Mascari, Trearie

### Communes limitrophes
Bianchi, Carpanzano, Marzi, Parenti, Pedivigliano, Scigliano, Sorbo San Basile, Soveria Mannelli, Taverna.

## Personnalités nées à Colosimi
- Big Jim Colosimo
- Gaspare Colosimo